# GPR85
GPR85, G protein-spregnuti receptor 85, je protein koji je kod čoveka kodiran GPR85 genom.

## Literatura
1. ↑  Hellebrand S, Schaller HC, Wittenberger T (2000). „The brain-specific G-protein coupled receptor GPR85 with identical protein sequence in man and mouse maps to human chromosome 7q31”. Biochim Biophys Acta. 1493 (1-2): 269—72. PMID 10978537.
2. ↑  Matsumoto M, Saito T, Takasaki J, Kamohara M, Sugimoto T, Kobayashi M, Tadokoro M, Matsumoto S, Ohishi T, Furuichi K (2000). „An evolutionarily conserved G-protein coupled receptor family, SREB, expressed in the central nervous system”. Biochem Biophys Res Commun. 272 (2): 576—82. PMID 10833454. doi:10.1006/bbrc.2000.2829.
3. ↑  „Entrez Gene: GPR85 G protein-coupled receptor 85”.

## Dodatna literatura
- „Toward a complete human genome sequence.”. Genome Res. 8 (11): 1097—108. 1999. PMID 9847074. doi:10.1101/gr.8.11.1097.
- Hartley JL, Temple GF, Brasch MA (2001). „DNA cloning using in vitro site-specific recombination.”. Genome Res. 10 (11): 1788—95. PMC 310948 . PMID 11076863. doi:10.1101/gr.143000.
- Wiemann S; Weil B; Wellenreuther R;  . (2001). „Toward a catalog of human genes and proteins: sequencing and analysis of 500 novel complete protein coding human cDNAs.”. Genome Res. 11 (3): 422—35. PMC 311072 . PMID 11230166. doi:10.1101/gr.GR1547R.
- Simpson JC; Wellenreuther R; Poustka A;  . (2001). „Systematic subcellular localization of novel proteins identified by large-scale cDNA sequencing.”. EMBO Rep. 1 (3): 287—92. PMC 1083732 . PMID 11256614. doi:10.1093/embo-reports/kvd058.
- Jeon J; Kim C; Sun W;  . (2002). „Cloning and localization of rgpr85 encoding rat G-protein-coupled receptor.”. Biochem. Biophys. Res. Commun. 298 (4): 613—8. PMID 12408996. doi:10.1016/S0006-291X(02)02515-9.
- Strausberg RL; Feingold EA; Grouse LH;  . (2003). „Generation and initial analysis of more than 15,000 full-length human and mouse cDNA sequences.”. Proc. Natl. Acad. Sci. U.S.A. 99 (26): 16899—903. PMC 139241 . PMID 12477932. doi:10.1073/pnas.242603899.
- Hillier LW; Fulton RS; Fulton LA;  . (2003). „The DNA sequence of human chromosome 7.”. Nature. 424 (6945): 157—64. PMID 12853948. doi:10.1038/nature01782.
- Wiemann S; Arlt D; Huber W;  . (2004). „From ORFeome to biology: a functional genomics pipeline.”. Genome Res. 14 (10B): 2136—44. PMC 528930 . PMID 15489336. doi:10.1101/gr.2576704.
- Matsumoto M; Beltaifa S; Weickert CS;  . (2005). „A conserved mRNA expression profile of SREB2 (GPR85) in adult human, monkey, and rat forebrain.”. Brain Res. Mol. Brain Res. 138 (1): 58—69. PMID 15893849. doi:10.1016/j.molbrainres.2005.04.002.
- Kimura K; Wakamatsu A; Suzuki Y;  . (2006). „Diversification of transcriptional modulation: large-scale identification and characterization of putative alternative promoters of human genes.”. Genome Res. 16 (1): 55—65. PMC 1356129 . PMID 16344560. doi:10.1101/gr.4039406.
- Mehrle A; Rosenfelder H; Schupp I;  . (2006). „The LIFEdb database in 2006.”. Nucleic Acids Res. 34 (Database issue): D415—8. PMC 1347501 . PMID 16381901. doi:10.1093/nar/gkj139.